# El Colorado
Pour les articles homonymes, voir Colorado (homonymie).
El Colorado est une ville d'Argentine, se situant dans la province de Formosa, au nord du pays. Sa population s'élevait à 14 228 au recensement de 2010.

## Histoire
La ville a été fondée le 11 février 1936.